# برادر جاناتان (استیمر)
برادر جاناتان (استیمر) (به انگلیسی: Brother Jonathan (steamer)) یک کشتی است که طول آن ۲۲۰ فوت (۶۷ متر) می‌باشد.